# Calamorhabdium acuticeps
Calamorhabdium acuticeps är en ormart som beskrevs av Ernst Ahl 1933.
Calamorhabdium acuticeps ingår i släktet Calamorhabdium och familjen snokar. Inga underarter finns listade. Arten förekommer på Sulawesi. Honor lägger ägg.